# Carex resectans
Carex resectans är en halvgräsart som beskrevs av Thomas Frederic Cheeseman. Carex resectans ingår i släktet starrar, och familjen halvgräs. Inga underarter finns listade i Catalogue of Life.